# Česlovas Vytautas Karbauskis
Česlovas Vytautas Karbauskis (* vor 1945 bei Varniai, Rajongemeinde Telšiai) ist ein litauischer Manager und Unternehmer, ehemaliger sowjetlitauischer Agronom,  Kolchos-Leiter und Politiker. Seit 2005 ist er Ehrenbürger des Dorfs Naisiai.

## Leben
Er wuchs in Klubokai, 6 km von Varniai bei Telšiai, auf. 1969 absolvierte Karbauskis das Diplomstudium an der Lietuvos žemės ūkio akademija und arbeitete von 1969 bis zum Herbst 1986 in Naisiai. Im Juni 1978 promovierte er in Agronomie  am Institut des Landbaus und Wirtschaft Lettlands zum Thema „Mineralinių trąšų efektyvumas sistemingai tręšiamose Vidurio Lietuvos lygumos velėninėse glėjinėse priemonio dirvose“. Von 1989 bis 1992 leitete er als Direktor das Litauische Institut für Gartenbau und Feldwirtschaft (Lietuvos sodininkystės ir daržininkystės institutas) in Babtai (Rajongemeinde Kaunas). Vom Oktober 2007 bis 2010 leitete er als Generaldirektor die Holdinggesellschaft UAB „Naisių investicijos“.
Karbauskis war Mitglied des Obersten Sowjet von Sowjetlitauen und Präsidiumsmitglied des Vereins für Bücherfreunde.
Er arbeitet als Unternehmer und Manager in den Unternehmen seines Sohns Ramūnas. Unter anderem ist er auch Landbauer. Seine eingetragene Landwirtschaftseinheit heißt Ūkininko Č. V. Karbauskio ūkis mit dem Sitz in Sereikiai in der Rajongemeinde Šiauliai.
Aufgrund der Karbauskis-Initiative wurde der Zigmas-Gėlė-Preis für das erste Poesie-Buch eines jungen Literaten 1976 gestiftet.

## Familie
Karbauskis ist verheiratet mit der Lehrerin Nijolė Karbauskienė und hat drei Kinder.
Der ältere Sohn ist Ramūnas Karbauskis (* 1969), litauischer Agrarunternehmer und Politiker, ehemaliger Seimas-Parlamentsvizepräsident und Mäzen.
Der jüngere Sohn ist Mindaugas Karbauskis (* 1972), litauisch-russischer Theater-Regisseur.
Seine Tochter ist Jurga Karbauskytė, litauische Psychologin und Unternehmerin.